# Lesznica (obwód Łowecz)
Lesznica (bułg. Лешница) – wieś w północnej Bułgarii, w obwodzie Łowecz, w gminie Łowecz. Urodził się tutaj Stojko Fakirow - profesor.